# Natallja Padolskaja

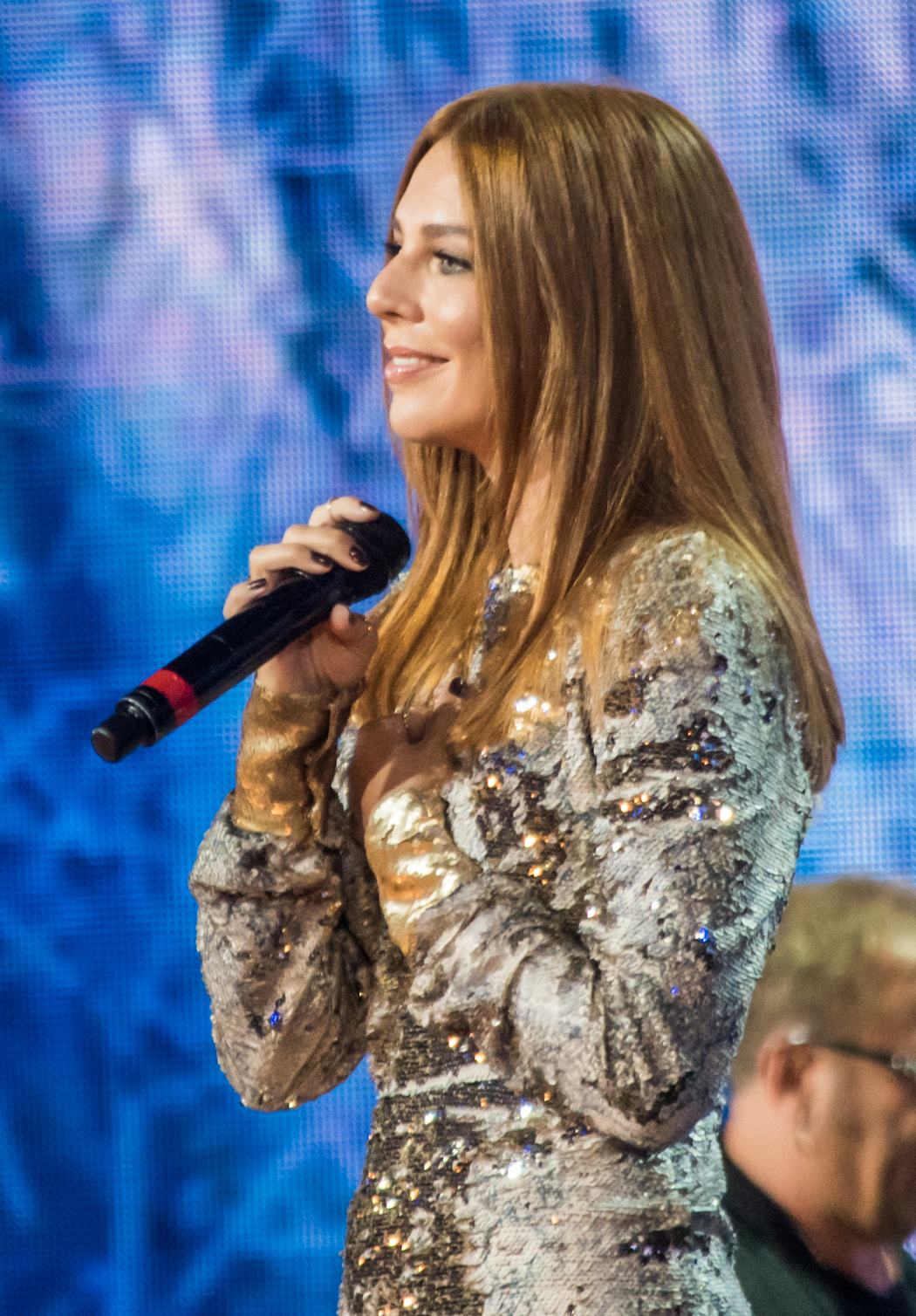
Natallja Padolskaja, 2017

Natallja Padolskaja (* 20. Mai 1982 in Mahiljou) ist eine belarussische Sängerin. Sie vertrat Russland beim Eurovision Song Contest 2005 in Kiew.

## Biografie
Padolskaja besuchte ab dem Alter von neun eine Musikschule und erlernte das Klavierspielen. Von 1999 bis 2004 studierte sie Rechtswissenschaft. 2002 und 2003 war sie Finalistin der Fernsehshow On the Crosses of Europe. 2002 zog sie nach Moskau.

## Eurovision Song Contest
2005 nahm sie an der russischen Vorentscheidung zum Eurovision Song Contest mit dem Titel Nobody hurt no one teil. Diese gewann sie und durfte so zum Songcontest nach Kiew fahren. Dort erreichte sie den 15. Platz.

## Diskografie

### Alben
- 2004: Поздно
- 2013: Интуиция
- 2020: Плачь
- 2023: Конечно, Да!

### Kompilationen
- 2013: Сборник

### Singles (Auswahl)
- 2005: Nobody Hurt No One
- 2020: Почему небо плачет (mit Vladimir Presnyakov Jr.)